# Henry Chapier
Henry Chapier (Bucarest, 14 de noviembre de 1933-París, 27 de enero de 2019) fue un periodista, crítico de cine, presentador de televisión y director de cine francés.

## Biografía
Fue hijo de un abogado internacional y una actriz de ascendencia austriaca. Se vio obligado a abandonar Rumania en 1948 debido a la expulsión de los franceses. Comenzó en 1958 una carrera como crítico de cine colaborando con el semanario Arts con François Truffaut. Más tarde se convirtió en un largometraje en L'Express y obtuvo el mejor precio de periodista principiante en 1959. Trabajó el mismo año con Combat y se convirtió en editor en jefe de las páginas de Cultura; Fue también crítico de cine de ese periódico hasta 1974. Su notoriedad comenzó en 1968 durante la campaña contra el despido de Henri Langlois de la Cinémathèque Française. Ganó su primera película, Sex Power the Silver Shell, en el Festival Internacional de Cine de San Sebastián en 1970, en la que Fritz Lang fue el jurado. En abril de 1974, Philippe Tesson creó Le Quotidien de Paris y Henry Chapier fue el editor en jefe de las páginas de Cultura. Chapier se unió a FR3 en 1978 como editorialista de cine y cultura. En 1981, es uno de los tres editores en jefe de Soir 3. Más tarde creó el programa de televisión Le Divan, que organizó desde 1987 hasta 1994.  Salió de Francia 3 ese año y se convirtió en presidente de la Maison européenne de la photographie en 1996. En el mismo año fue miembro del jurado en el Festival de Cine de Cannes después de haber sido miembro del jurado en la Cámara de Oro en 1988.

## Premios y reconocimientos
Festival Internacional de Cine de San Sebastián
| Año  | Categoría                            | Película  | Resultado |
| ---- | ------------------------------------ | --------- | --------- |
| 1970 | Concha de Plata a la mejor dirección | Sex Power | Ganador   |

- Comandante (Comandante) de la Ordre national du Mérite
- Officier (oficial) de la Legión de Honor